# Волково (Благовіщенський район)
Во́лково (рос. Волково, башк. Волков) — село у складі Благовіщенського району Башкортостану, Росія. Адміністративний центр Волковської сільської ради.
Населення — 218 осіб (2010; 191 в 2002).
Національний склад:
- росіяни — 76 %